# Georges Velter
Georges Marie Velter (Brugge, 29 november 1896 – Elsene, 2 november 1979) was een Belgisch bestuurder.

## Levensloop
Velter was de zoon van een ondernemer. Na zijn middelbare studies meldde hij zich bij het begin van de Eerste Wereldoorlog als vrijwilliger voor het front. Daar ontmoette hij Paul Goldschmidt, die hem introduceerde bij de Association patronale des Constructeurs de Belgique (APCB). Daar werd hij in 1928 directeur. In 1937 zorgde hij voor een fusie van de APCB met de Fédération des Constructeurs de Belgique (FCB). Hij werd directeur van de FCB.   
Na de Tweede Wereldoorlog werd Fabrimetal, voluit de Federatie van de ondernemingen der metaalwerkende nijverheid opgericht. Georges Velter werd de eerste gedelegeerd bestuurder. Hij bleef dit tot 1965.